# BMW 3200 CS
BMW 3200 CS je sportski GT automobil kojeg je BMW proizvodio od siječnja 1962. do rujna 1965. Proizvedeno ih je više od 500 komada a predstavljen je 1961. na Geneva Motor Show-u. 3200CS je posljednji automobil sagrađen na platformi BMW-a 501. Jedan primjerak kabrioleta je proizveden za Herbert Quandta koji je tada bio glavni dioničar.

## Koncept i dizajn
1960. Helmut Werner Bonsch, BMW-ov marketinški menadžer je otkrio da Pininfarinina karoserija za Lanciu Flaminiu coupe može stati na šasiju BMW 3200L bez većih prolagodbi. Predložio je glavnom odboru BMW-a da poruče Pininfarini da modificiraju Flaminiu karoseriju BMW-ovim dizajnerskim rješenjima poput duplih bubrega. Nakon vjećanja odbor je ideju odbacio a glavnom inženjeru Fritz Fiedleru da s Bertoneom dizajnira i proizvede coupe karoseriju za 3200S.

## Tehnička podloga i neuspjeh
3,2 litreni OHV V8 motor s 160 ks i ručni mjenjač s 4 brzine su bile temelj. Disk kočnice su bile na prednjim kotačima a ovjes je neovisan. Tehnički je auto bio zastarjel a u isto vrijeme je predstavljen BMW 1500 koji je dostupniji i napredniji, tako da je 3200 CS ostao neprimjećen a i sam marketing BMW-a je bio slab.

## Nasljedstvo
3200 CS je označio kraj jedne ere, ere posljednjeg luksuznog automobila proizvedenog u ranim godinama nakon rata, sljedeći luksuzni automobil bit će proizveden tek za 24 godine. Također, ovaj automobil je posljednji BMW s OHV motorem i platformom tipa BMW-a 501.